# Agonnay
Agonnay est une ancienne commune située dans le département de la Charente-Maritime en Nouvelle-Aquitaine, rattachée à Saint-Savinien par arrêté le 12 décembre 1972.

## Géographie
Cette ancienne commune de Saintonge est sur la rive droite de la Charente. Agonnay s'étend sur 460 hectares en 1933. Ses frontières sont définies par des ruisseaux notamment le Bertet séparant Agonnay de Saint-Savinien tandis que la frontière ouest est tracée par la Cornière. Cette commune est composée des villages suivants : les Bertets, Chez-Coutant, La Grève, Chez-Gauthier, Beau-Séjour, l'Aiguille, Chez-Caneau et Le Breuil.
L'autoroute A837 traverse son territoire ainsi que la voie ferrée reliant Nantes - Saintes. L'ancienne commune est également coupée par la D124.

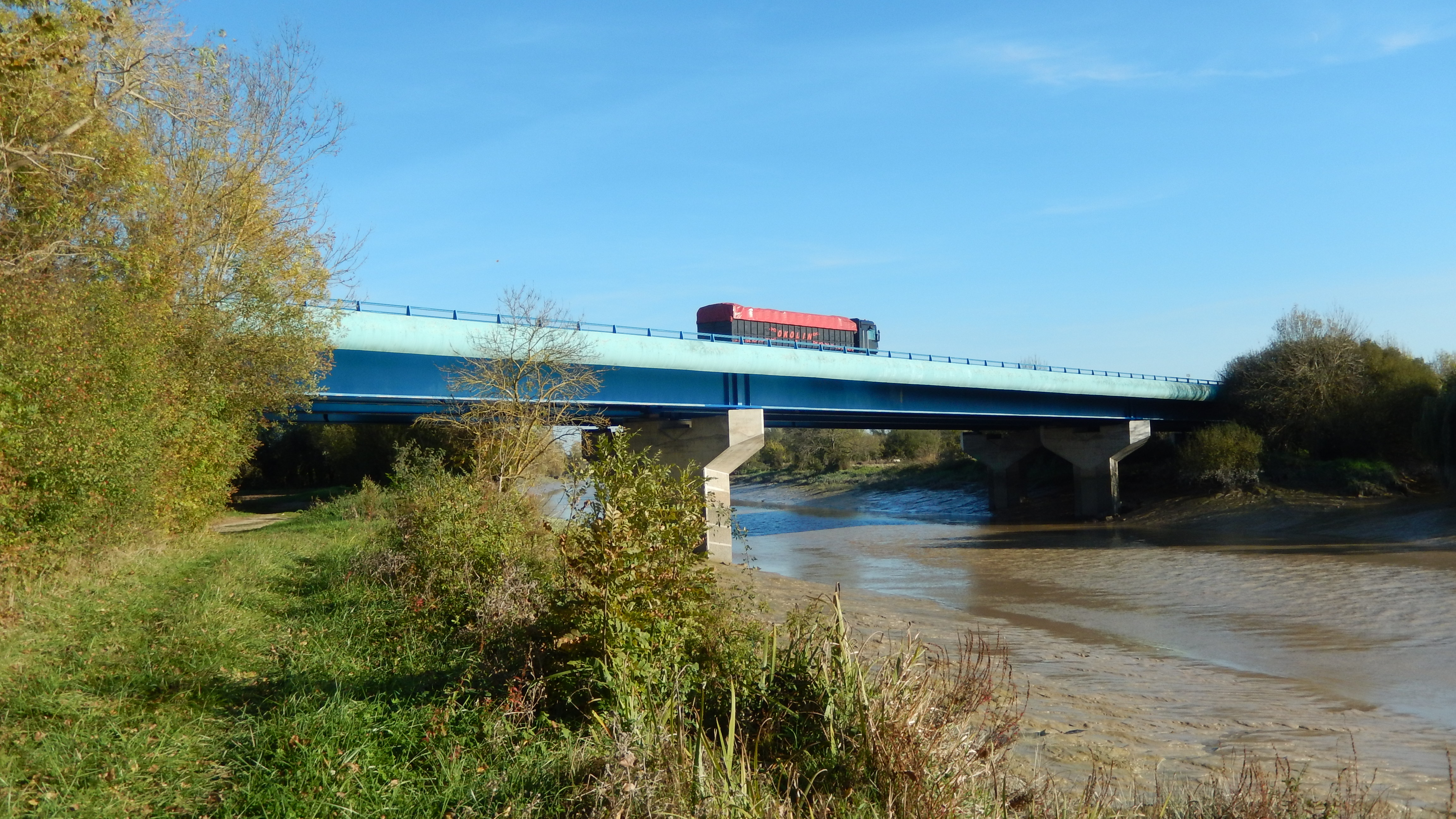
Pont de l'autoroute A837.

## Histoire
Son nom serait d'origine celtique, issu d'agon, terre et ay, eau. Les gaulois désignent généralement par ay une source. Les antiquaires supposent une origine romaine, par ailleurs Agonnay est située aux bords de la voie romaine reliant Saintes à Muron.
En 863, les Normands affrontent les Saintongeais près de Saintes. Deux ans plus tard, ils s'affrontent près de Champdolent et d'Agonnay.
Pierre de Balodes prête foi et hommage au seigneur de Taillebourg en 1409. En 1497, Charles de Coëtivy seigneur de Taillebourg accorde la permission à la seigneurie d'Agonnay de fortifier son château.
La seigneurie d'Agonnay appartient aux enfants du défunt Charles Goumard et de Jeanne de Lezay.
Au XVIIe siècle, la famille Guyton de Maulévrier obtient la seigneurie d'Agonnay. Au XVIIIe siècle, c'est la famille de Sainte-Hermine.
En 1900, une dame se suicide en se jetant sous le train au passage à niveau de la Grève.
Cette commune est rattachée à Saint-Savinien par arrêté du 12 décembre 1972.

## Administration

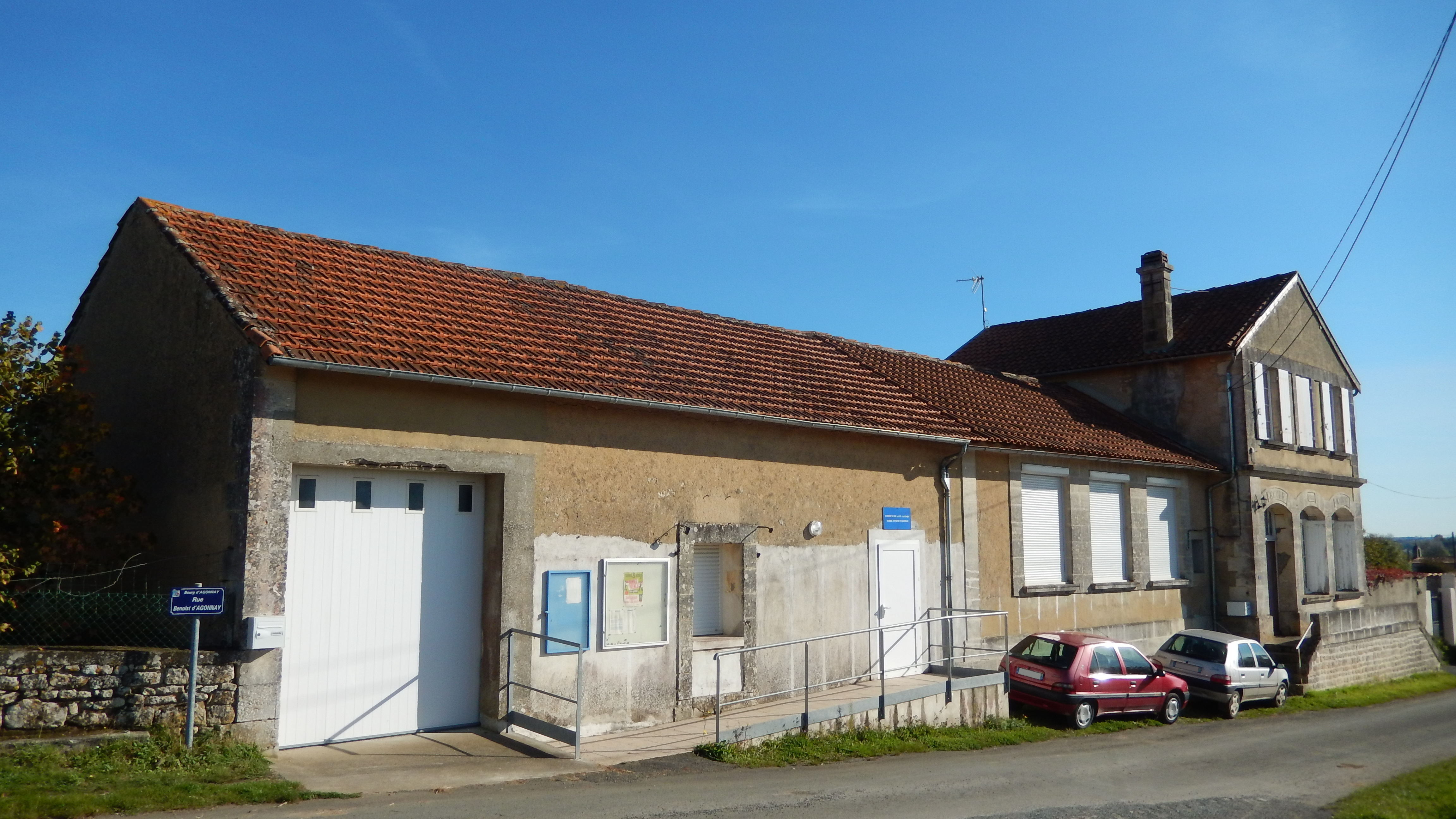
Mairie d'Agonnay.

| Période                                  | Période        | Identité                | Étiquette | Qualité |
| ---------------------------------------- | -------------- | ----------------------- | --------- | ------- |
| 26 décembre 1792                         |                | Dominique RICHARD       |           |         |
| 16 décembre 1800                         | 7 février 1801 | Pierre DILLÉ            |           |         |
| 7 février 1801                           | janvier 1807   | André MAINGUET          |           |         |
| février 1807                             | mars 1813      | Louis COUTANTIN         |           |         |
| mai 1813                                 | juin 1848      | Jean Baptiste CHAIGNEAU |           |         |
| décembre 1848                            |                | Benjamin SOULARD        |           |         |
| 1946                                     | 1952           | Henri Alcide GARNIER    |           |         |
| Les données manquantes sont à compléter. |                |                         |           |         |

## Démographie
| 1851 | 1896 | 1906 | 1911 | 1921 | 1926 | 1936 |
| ---- | ---- | ---- | ---- | ---- | ---- | ---- |
| 189  | 178  | 161  | 164  | 143  | 137  | 144  |

## Lieux et monuments

### Église Saint-Germain

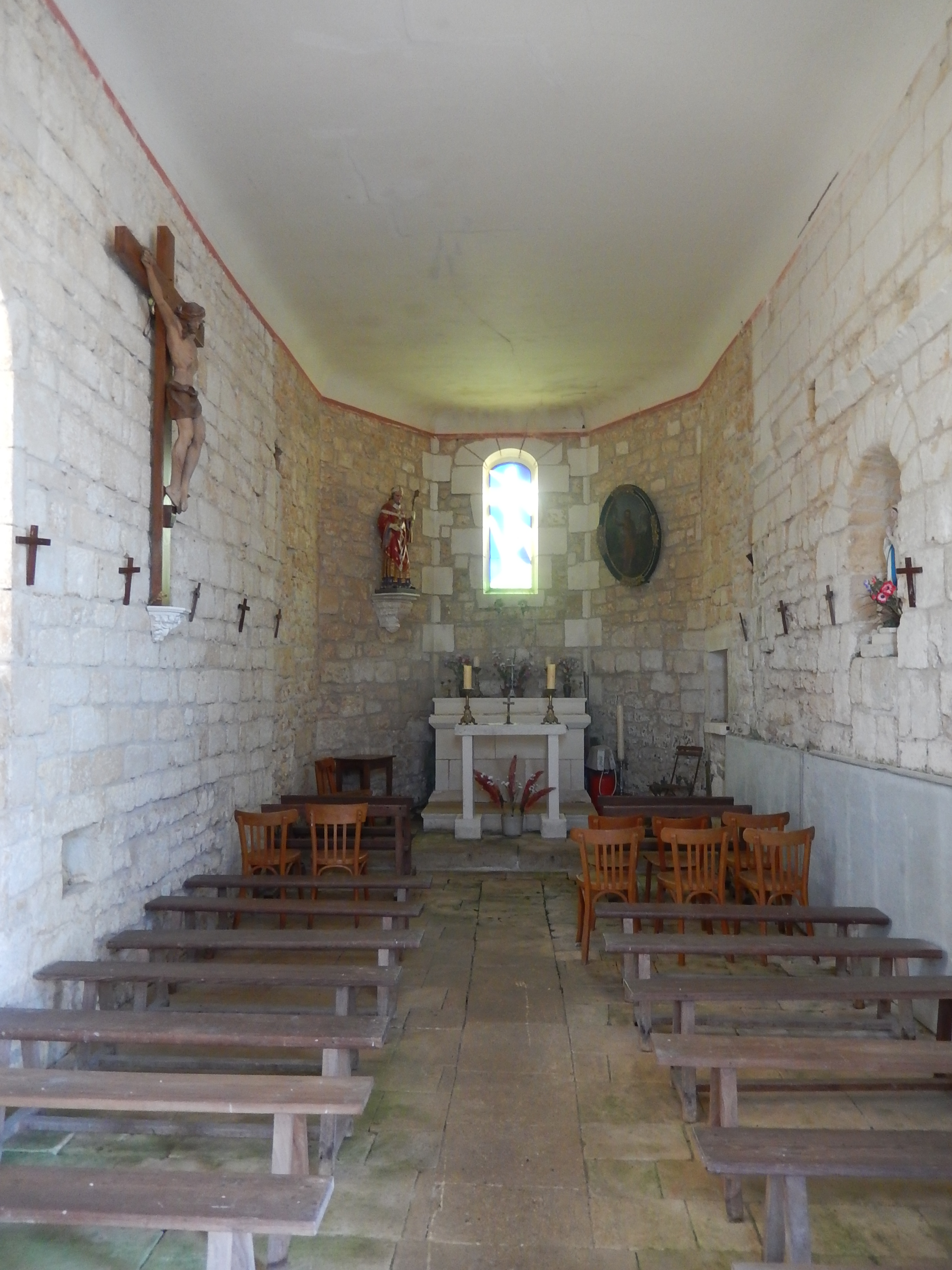
Intérieur de l'église Saint-Germain

Édifiée au début du XIIe siècle, elle fut considérablement remaniée au XIXe. Elle est située au milieu du cimetière. Le 31 juillet 1722, la cloche de l'Église nommée Elisabeth a été bénite avec la permission de Léon de Beaumont. Le parrain fut Auguste Guiton de Malévrier, seigneur de cette paroisse
Au XIXe siècle, le curé responsable de l'église prit l'initiative de restaurer le bâtiment. L'orientation du sanctuaire fut alors inversée, et le portail occidental, de style roman, entièrement démantelé : une partie des pierres, jetées dans un fossé attenant à l'église, furent récemment retrouvées, et sont depuis lors exposées à la maison du patrimoine savinois.
Le sanctuaire, dédié à saint Germain, se limite à une nef unique de deux travées. Une porte latérale, placée au sud-ouest, est venue remplacer l'ancien portail. La façade, entièrement murée à l'exception d'un modeste ouverture destinée à éclairer l'autel est surmontée d'un campanile. L'intérieur de l'église conserve un tableau du XVIIIe siècle représentant saint Jean-Baptiste, ainsi qu'une cuve baptismale de forme hexagonale portant la date de 1684.

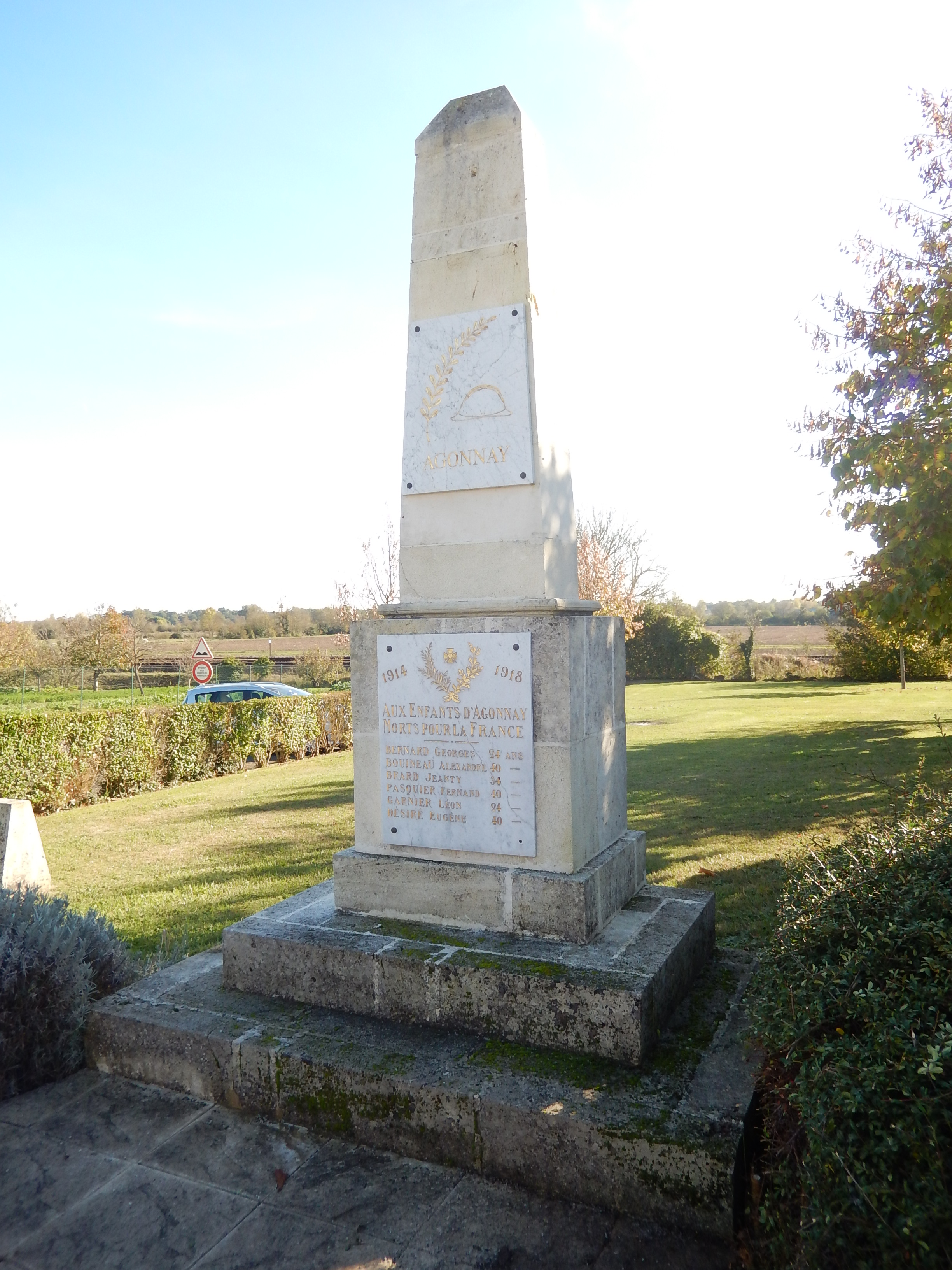
Monument aux morts d'Agonnay.

### Château d'Agonnay
Situé dans le bourg, le château d'Agonnay date du XVIe et du XVIIe siècle.
L'ancien fief d'Agonnay se compose d'un corps de logis principal entouré d'un pavillon et de trois tours circulaires. L'ancienneté du site est attestée par la date du portail d'entrée : 1424 et une porte à linteaux sculptée d'animaux.

### Chapelle du Puy-Gauthreul

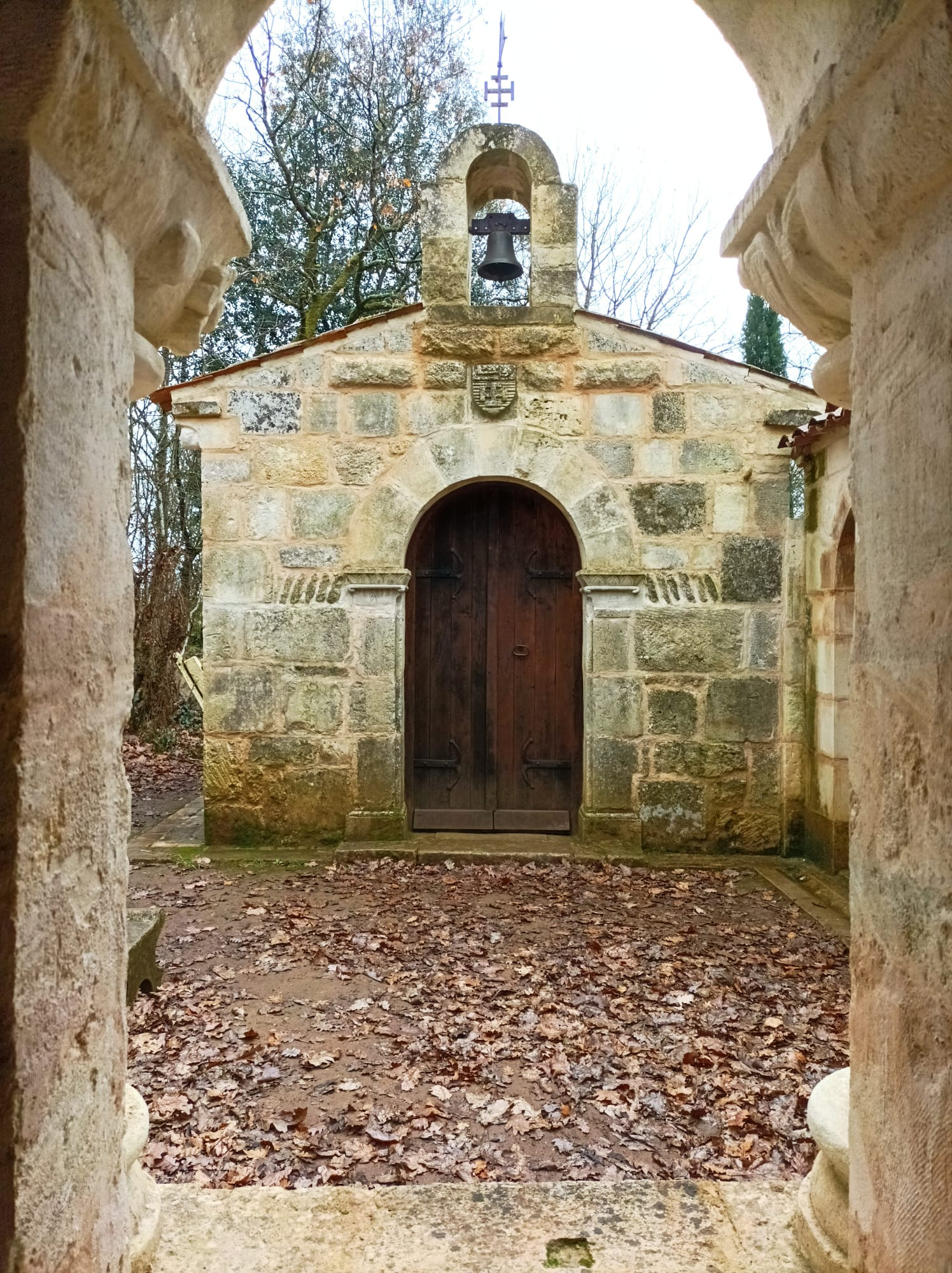
Chapelle néo-romane du Puy-Gauthreul.

La chapelle du Puy-Gauthreul (Pied-Gautru aujourd’hui), également appelée la chapelle d’Agonnay est un édifice de style néo-roman.